# اسپارتا (پلوپونز)
اسپارتا (به لاتین: Sparta) یک شهرک در یونان است که در Sparta Municipality واقع شده‌است.

## خواهرخوانده
شهر نیش (شهر) خواهرخواندهٔ اسپارتا (فلوفونسی) هست.